# HMCS Saguenay (D79)
HMCS Saguenay (D79/I79) là một tàu khu trục thuộc lớp River của Hải quân Hoàng gia Canada đã phục vụ từ năm 1931 đến năm 1945. Nó tương tự như những chiếc tàu khu trục lớp A của Hải quân Hoàng gia Anh Quốc.
Saguenay được chế tạo bởi hãng John I. Thornycroft & Company tại Woolston, Hampshire, Anh; và đưa vào phục vụ cùng Hải quân Hoàng gia Canada ngày 21 tháng 5 năm 1931 tại Portsmouth, Anh. Nó cùng với con tàu chị em HMCS Skeena là những chiếc đầu tiên được chế tạo đặc biệt cho Hải quân Canada. Hai vị chỉ huy đầu tiên của Saguenay sau này là những Đô đốc Canada quan trọng tham gia trận Đại Tây Dương. Nó về đến Halifax vào ngày 3 tháng 7 năm 1931.
Trong tháng đầu tiên của Chiến tranh Thế giới thứ hai, Saguenay trợ giúp vào việc hộ tống các đoàn tàu vận tải tại khu vực Halifax. Đến cuối tháng 9 năm 1939, nó được điều về Hải đội Hoa Kỳ và Tây Ấn đặt căn cứ tại Kingston, Jamaica.
Vào ngày 23 tháng 10, nó đụng độ với tàu chở dầu mang cờ Đức Emmy Friederich khiến tàu đối phương phải tự đánh đắm, trở thành tàu khu trục Canada đầu tiên tác chiến trong chiến tranh. Sang tháng 12, Saguenay quay trở lại Halifax tham gia việc hộ tống các đoàn tàu vận tải tại chỗ, một vai trò mà nó đảm trách cho đến ngày 16 tháng 10 năm 1940 khi nó được chuyển sang Greenock, Scotland để phục vụ như tàu hộ tống các đoàn tàu vượt Bắc Đại Tây Dương. Vào ngày 1 tháng 12 năm 1940, Saguenay trúng ngư lôi phóng từ tàu ngầm Ý Argo ở vị trí cách 300 dặm (480 km) về phía Tây Ireland trong khi đang hộ tống đoàn tàu vận tải HG-47. Nó xoay xở quay trở về Barrow-in-Furness bằng chính động lực của nó, nhưng với tổn thất 21 người thiệt mạng và phần lớn mũi tàu bị phá hủy.
Sau khi được sửa chữa tại Greenock, nó quay trở lại hoạt động vào ngày 22 tháng 5 năm 1941, được phân về Đội hộ tống C-3 và đã hộ tống các đoàn tàu vận tải ON-93, HX-191, ONS-104, SC-90, ON-115, HX-202, ON-121, SC-98, ON-131, HX-210 và ON-141 trước khi bị va chạm trong khi hộ tống đoàn tàu SC-109. Vào ngày 15 tháng 11 năm 1942, Saguenay bị chiếc tàu chở hàng Panama Azra húc phải ngoài khơi mũi Race, Newfoundland; chấn động do va chạm làm rơi các quả mìn sâu của nó khỏi tàu và phát nổ dưới nước, làm phá hủy phần đuôi tàu.
Saguenay quay trở về cảng Saint John, New Brunswick, nơi nó được hàn kín những hư hại phía đuôi. Đến ngày 23 tháng 5 năm 1943, nó được chuyển sang Halifax để phục vụ cùng Lực lượng Hộ tống Đại dương phía Tây, hoạt động từ Halifax và St. John's, Newfoundland. Vào tháng 10 năm 1943, nó được kéo đến Digby, Nova Scotia, và được phân về HMCS Cornwallis, căn cứ huấn luyện tân binh của Hải quân Canada, được sử dụng trong việc huấn luyện kỹ thuật hải quân và tác xạ cho đến ngày 30 tháng 7 năm 1945. Saguenay bị loại bỏ vào cuối năm 1945 và bị tháo dỡ vào năm 1946.